# English Live
A EF English Live (anteriormente EF English Town) é uma escola de inglês online, focada no ensino para adultos, parte do grupo EF Education First. Lançada no Brasil em 2001, chegou ao país com o nome de Englishtown.

## A Mudança
Quando surgiu em 1996, em uma co-criação de Bill Fisher (EUA) e Philip Hult (Suécia), a Englishtown tinha um conceito de comunidade internacional de alunos. Era uma plataforma online para que os adultos com a vida corrida tivessem a chance de aprender um segundo idioma sem ter que voltar para uma escola física. Por isso o nome Englishtown, "cidade do inglês", numa referência ao caráter de comunidade que o site tinha.
A escola online chegou ao Brasil em 2001 e, desde então, vem crescendo mundo. Em 2016, contabiliza 130 mil alunos por todo o país. E, com a tecnologia avançada, tornou-se muito mais quem uma cidade/comunidade. A Englishtown era capaz de prover aulas 24 horas por dia e estar sempre ao vivo na vida dos alunos — daí, a ideia de mudar de novo e tornar-se "Live".

## História
Após se formar em Ciência da Computação pela Universidade de Brown, Bill Fisher planejou se mudar para a Suécia, para estudar na Escola de Economia de Estocolmo. Antes da mudança, quis aprender sueco o mais rápido possível. Foi então que ele teve uma ideia para usar o que sabia de computadores — ele criou seu próprio programa.
Em 1994, ele procurou Philip Hult com o esboço do que viria a se tornar a Englishtown. O sonho da dupla era interligar alunos do mundo todo por meio da tecnologia para criar uma meio de aprender idiomas de forma mais eficiente. Assim, qualquer pessoa em qualquer canto do mundo poderia ser "despachada" para Nova York, por exemplo, para aprender inglês por computador. Era a ferramenta que faltava.
Colegas de faculdade, eles começaram com 20 Macs instalados na república em que moravam, conectados a um servidor numa rede de alta velocidade, já que, na época, a internet ainda estava em seus primórdios. Assim, eles começavam um grande projeto de ensino online.
Ao grupo, uniu-se o brasileiro Enio Ohmaye, da Universidade de São Paulo.
Durante um ano, Enio, Bill e Philip trabalharam no projeto para a Englishtown, criando protótipos, tendo ideias, inovando. Em 1996, a Englishtown foi fundada por Bill e Philip como uma empresa da EF, grupo da família do segundo.
Esses princípios e o programa que Bill desenvolveu convenceram o fundador da EF, Bertil Hult, a investir mais. A EF sempre apoiou a inovação e patrocinou a criação do sistema de aprendizado online da Englishtown — hoje, conhecida como English Live. Foram investidos os mais de 50 anos de experiência com educação do Grupo EF, cerca de US$ 55 milhões, e cinco anos de pesquisa para desenvolver as bases da escola de inglês online.
O uso da tecnologia visa a "derrubar as barreiras de idiomas, culturais e geográficas que nos separam". O aluno pode estar no interior da China que, ainda assim, terá um professor nativo ao vivo, falando de Boston ou de Sydney, em sua aula de conversação. Para lembrar seus funcionários disso tudo, há um pedaço do muro caído de Berlim na frente da Central da EF, em Boston.
No Brasil desde 2001, a antiga Englishtown tem crescido mais de 40% ao ano em faturamento no mercado brasileiro. Mais de 15 milhões de usuários participaram de algum dos programas da EF para aprendizado de um novo idioma e 10% deles estão no Brasil. O Brasil ocupa a primeira colocação em números de alunos, funcionários e vendas da English Live.
Em 2013, a Englishtown Brasil se tornou o curso oficial das seleções de futebol do Brasil e, em 2014, como parte do grupo EF fornecedora oficial da plataforma de ensino que treinou voluntários, colaboradores dos Jogos Olímpicos do verão de 2016, no Rio de Janeiro.

## Sobre a empresa
A EF English Live é uma escola online que oferece cursos de inglês para diversos níveis, com recursos interativos, aulas particulares ao vivo e aulas de conversação em grupo com professores nativos, a cada trinta minutos, sem agendamento prévio.
Além do curso regular, a escola dispõe de um curso voltado para negócios
Business English
, inglês técnico para diversas áreas, preparatórios para TOEFL e TOEIC. A English Live é uma das 15 subdivisões do grupo EF Education First e tem sede na Suíça. No Brasil, o escritório fica em Barueri.